# Krypkille

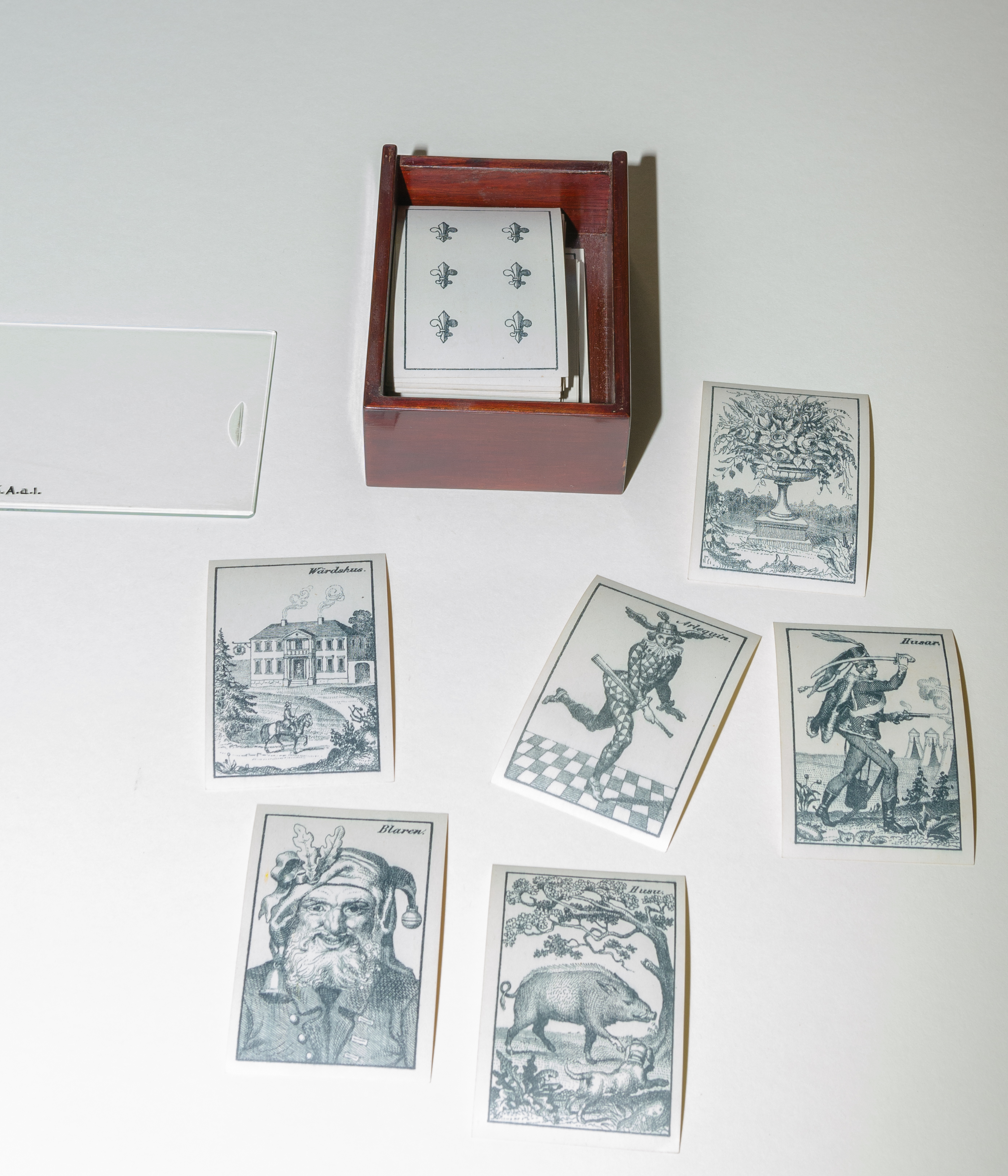
Killekarten von 1897, die in Stockholm von A Boman hergestellt wurden. Aus der Sammlung des Hallwyl Museums

Krypkille (Kriech-Harlekin) ist ein schwedisches Kartenspiel, das mit einem Kille-Kartenspiel gespielt wird. Das Spiel ähnelt Agurk, das mit normalen französischen Karten gespielt wird. Der Name „Kille“ wird wahrscheinlich eine Abkürzung vom Harlekin, der höchsten Karte im Spiel.
Der Kartengeber teilt allen Spielern so viele Karten wie möglich aus. Ungerade Karten werden beiseite gelegt. In Spielen mit drei, sechs oder sieben Spielern – in denen es keine ungerade Karten gibt, da die Anzahl der Karten im Stapel durch die Anzahl der Spieler teilbar ist – wird die letzte Karte jedes Spielers manchmal beiseite gelegt, sodass noch unbekannte Karten im Spiel sind.
Krypkille ist ein Stichspiel. Die Spieler können entweder den Stich anführen, d. h. eine höhere Karte als die vorherigen spielen, oder „kriechen“ (krypa), indem sie ihre niedrigste Karte spielen. Werden zwei gleich hohe Karten gespielt, sticht die zweite die erste, außer im letzten Stich, wenn sie als gleichwertig gelten. Die Karten haben die gleiche Rangfolge wie beim Einkarten-Kille, außer dass der Harlekin immer die höchste Karte ist.
Der Spieler mit der höchsten Karte am Ende eines Spiels scheiden aus und dürfen an den folgenden Spielen nicht mehr teilnehmen. Es kann zwei oder mehr ausschieden, wenn sie Karten desgleichen Wertes haben. Das Spiel wird fortgesetzt, bis nur noch ein Spieler übrig ist, der dann gewinnt.

## Varianten
Krypkille kann auch mit der zusätzlichen Regel gespielt werden, dass ein Spieler nach Möglichkeit immer den Stich anführen muss (Stichzwang).
Anstatt den Spieler mit der höchsten Karte in jedem Spiel ausscheiden zu lassen, können dem Gewinner Punkte und dem Verlierer Strafpunkte zuerkannt werden. In diesem Fall erhält der Spieler mit der niedrigsten Karte am Ende eines Spiels zwei Punkte (wenn zwei gleich niedrige Karten gespielt werden, erhält der Spieler, der die erste Karte gespielt hat, einen Punkt) und der Spieler mit der höchsten Karte erhält einen Punkt Abzug.
Smygkille ist eine Variante, bei der die Spieler bei jedem Geben fünf Karten erhalten und eine oder zwei davon tauschen können. Bei der Variante Ålandskille erhalten die Spieler beim ersten Geben jeweils eine Karte, beim zweiten zwei und so weiter, solange die Karten reichen. Anschließend wird bei jedem Geben eine Karte weniger ausgeteilt. Minuspunkte werden nach einem speziellen Punktesystem für die im letzten Stich gespielten Karten vergeben.